# 포스트 걸
《포스트 걸》(post girl)은 마스코 지로의 전 4권의 라이트 노벨이다.

## 줄거리
자의식을 가진 편지배달부 로봇인 여주인공 실키(SILKY, MMF108-41)를 통해 전쟁이 끝난 외로운 세계를 일인칭 시점의 옴니버스 형식으로 진행하였다. 옴니버스 형식이기 때문에 한 화마다 하나의 독립된 갈등이 있으며, 각 화마다 한 번씩 주인공 자신이 자의식을 가진 자율기계임을 설명하는 특징이 있다. 주 내용은 사람들에게 편지를 전달하며 일어나는 에피소드와 함께 그녀의 마음속에 존재하는 '미지의 버그'가 무엇인지 정체를 알아가는 내용이다.
실키와 그녀가 존재하는 세계를 정교하게 그려내어 인간의 자아란 무엇인지 생각하게 만들어 주며, 인간과 구별되지만 자아가 있는 그녀를 비 인격체로서 대할 수 없다는 사실이 자연스럽게 드러나 앞으로의 로봇 시대를 어떻게 만들어 가야 할지 영감을 주기도 한다.